# Station South Bermondsey
Station South Bermondsey is een spoorwegstation van National Rail in Southwark in Engeland. Het station is eigendom van Network Rail en wordt beheerd door Southern.